# CHMP6
CHMP6 (англ. Charged multivesicular body protein 6) – білок, який кодується однойменним геном, розташованим у людей на короткому плечі 17-ї хромосоми. Довжина поліпептидного ланцюга білка становить 201 амінокислот, а молекулярна маса — 23 485.
| 10         |  | 20         |  | 30         |  | 40         |  | 50         |
| ---------- |  | ---------- |  | ---------- |  | ---------- |  | ---------- |
| MGNLFGRKKQ |  | SRVTEQDKAI |  | LQLKQQRDKL |  | RQYQKRIAQQ |  | LERERALARQ |
| LLRDGRKERA |  | KLLLKKKRYQ |  | EQLLDRTENQ |  | ISSLEAMVQS |  | IEFTQIEMKV |
| MEGLQFGNEC |  | LNKMHQVMSI |  | EEVERILDET |  | QEAVEYQRQI |  | DELLAGSFTQ |
| EDEDAILEEL |  | SAITQEQIEL |  | PEVPSEPLPE |  | KIPENVPVKA |  | RPRQAELVAA |
| S          |  |            |  |            |  |            |  |            |

A: Аланін

C: Цистеїн

D: Аспарагінова кислота

E: Глутамінова кислота

F: Фенілаланін

G: Гліцин

H: Гістидин

I: Ізолейцин

K: Лізин

L: Лейцин

M: Метіонін

N: Аспарагін

P: Пролін

Q: Глутамін

R: Аргінін

S: Серин

T: Треонін

V: Валін

Кодований геном білок за функцією належить до фосфопротеїнів. 
Задіяний у таких біологічних процесах, як транспорт, транспорт білків. 
Локалізований у мембрані, ендосомах.